# Campionato sudamericano femminile di pallavolo 1969
L'VIII campionato sudamericano femminile di pallavolo si è svolto nel 1969 a Caracas, in Venezuela. Al torneo hanno partecipato 6 squadre nazionali sudamericane e la vittoria finale è andata per la sesta volta al Brasile.

## Squadre partecipanti
| - Argentina - Brasile - Colombia | - Perù - Uruguay - Venezuela |

## Classifica finale
| Classifica | Squadre   |
| ---------- | --------- |
|            | Brasile   |
|            | Perù      |
|            | Uruguay   |
| 4          | Venezuela |
| 5          | Argentina |
| 6          | Colombia  |